# Paul Steigerwald
Paul Steigerwald (* 17. April 1997 in Konstanz) ist ein deutscher American-Football-Spieler auf der Position des Wide Receivers. Seit der Saison 2021 steht er bei Stuttgart Surge in der European League of Football (ELF) unter Vertrag.

## Werdegang
In seiner Jugend spielte Steigerwald Fußball. Im Alter von 19 Jahren begann er bei den Stuttgart Silver Arrows in der Regionalliga Südwest mit dem American Football und spielte von Beginn an auf der Position des Wide Receivers. In seinem ersten Jahr wurde er teamintern als Offensive Rookie of the Year ausgezeichnet, ehe er nach der Saison 2018 auf der Weihnachtsfeier der Silver Arrows erstmals zum wertvollsten Spieler seines Teams geehrt wurde. 2019 fing er bei den Silver Arrows 16 Touchdowns für 930 Yards. In der Saison 2020 konnten die Silver Arrows drei Spiele gegen die Albershausen Crusaders abhalten, bei denen auch Steigerwald für die Stuttgarter auflief.
Stuttgart Surge
Zur historisch ersten Saison der European League of Football 2021 wurde Steigerwald von der Stuttgart Surge unter Cheftrainer Martin Hanselmann verpflichtet. Am 25. Juli fing Steigerwald gegen die Cologne Centurions elf Pässe für 159 Yards und erzielte dabei seinen ersten Touchdown in der ELF. Insgesamt kam er in zehn Spielen zum Einsatz und erwarb dabei einen Raumgewinn von 413 Yards. Gemeinsam mit der Surge verpasste er bei einer Siegesbilanz von 2-8 die Playoffs deutlich. Ende Januar 2022 gab Stuttgart Surge die Verlängerung mit Steigerwald um eine weitere Saison bekannt. Zu Beginn der Saison wurde Steigerwald häufig in das Passspiel eingebunden und war nach der fünften Spielwoche mit drei Receiving Touchdowns teaminterner Scoring Leader. In den folgenden Wochen konnte auch Steigerwald in der statistisch deutlich schwächsten Offensive der Liga kaum auf sich aufmerksam machen. Er schloss die Saison als teamintern bester Receiver (480 Yards und drei Touchdowns) sowie mit der Surge sieglos ab.

## Statistiken
| Jahr                            | Team            | Spiele | Receiving | Receiving | Receiving | Receiving | Receiving |
| Jahr                            | Team            | Spiele | Rec       | Yds       | Avg       | TD        | Lng       |
| ------------------------------- | --------------- | ------ | --------- | --------- | --------- | --------- | --------- |
| European League of Football     |                 |        |           |           |           |           |           |
| 2021                            | Stuttgart Surge | 10     | 30        | 413       | 13,8      | 3         | 41        |
| 2022                            | Stuttgart Surge | 12     | 41        | 480       | 11,7      | 3         | 34        |
| 2023                            | Stuttgart Surge | 10     | 9         | 105       | 11,7      | 3         | 28        |
| ELF Gesamt                      | ELF Gesamt      | 32     | 80        | 998       | 12,5      | 9         | 41        |
| Quellen: sportsmetrics.football |                 |        |           |           |           |           |           |

## Privates
Nach dem Abitur zog Steigerwald nach Stuttgart, um an der Universität Stuttgart zunächst den Bachelor sowie anschließend den Master in Business Administration zu studieren. Nebenbei arbeitete er als Barkeeper.